# Едвард Йорденеску
Едвард Йорденєску (рум. Edward Iordănescu, МФА: [ˈedu.ard jordəˈnesku], нар. 16 червня 1978, Бухарест) — румунський футболіст, що грав на позиції півзахисника. По завершенні ігрової кар'єри — тренер. Також відомий як Йорденєску молодший, адже є сином відомого румунського футбольного спеціаліста Анґєла Йорденєску.

## Ігрова кар'єра
Народився 16 червня 1978 року в Бухаресті в родині відомого румунського футболіста, а згодом футбольного тренера, Анґєла Йорденєску. Вихованець футбольної школи клубу «Стяуа». Дорослу футбольну кар'єру розпочав 1995 року в основній команді того ж клубу, проте у переможному для «Стяуа» сезоні 1995/96 провів лише одну гру.
Намагався реалізуватися як професійний футболіст протягом наступного десятиріччя, щороку міняв команду, проте у жодній із них не зумів закріпитися. Провівши сезон 2003/04 у «Васлуї», вирішив завершити виступи на футбольному полі й перейти на тренерську роботу.

## Кар'єра тренера
Починав тренерську роботу у тренерському штабі клубу «Стяуа», протягом частини 2010 року виконував обов'язки його очільника.
Протягом 2010-х років був головним тренером у низці румунських клубів, а також у болгарському ЦСКА (Софія).
2020 року удруге у тренерській кар'єрі очолив команду «ЧФР Клуж», яку за результатами сезону 2020/21 привів до перемоги у першості Румунії.
У серпні 2021 року, вигравши чемпіонський титул з «Клужом», Йорденєску підписав контракт зі «Стяуа». 12 вересня 2021 року Едвард з командою здобув найбільшу перемогу в історії Вічного дербі з рахунком 6:0. Втім після всього трьох місяців керівництва бухарестською командою, протягом яких тренер очолював команду в 10 матчах Ліги I, здобувши сім перемог, дві нічиї та зазнавши лише одну поразку, Йорденєску пішов у відставку після вступу у відкритий конфлікт із президентом клубу Джіджі Бекалі.
У січні 2022 року Йорденєску став тренером збірної Румунії.

## Титули і досягнення

### Як гравця
- Чемпіон Румунії (1):

«Стяуа»: 1995–1996
- Володар Кубка Румунії (1):

«Стяуа»: 1995–1996

### Як тренера
- Чемпіон Румунії (1):

«ЧФР Клуж»: 2020–2021
- Володар Суперкубка Румунії (2):

«ЧФР Клуж»: 2018, 2020
- Володар Суперкубка Польщі (1):

«Легія»: 2025